# 辛保安

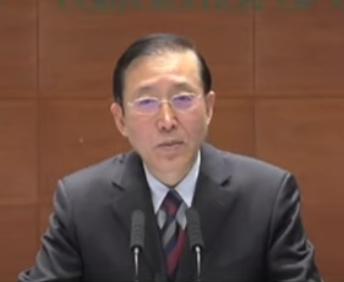
辛保安，于2021年世界经济论坛视频会议

辛保安（1960年10月—），男，汉族，河南辉县人。中共党员，1982年7月参加工作，西安交通大学本科、华北电力大学电力系统及其自动化专业硕士，研究生学历，硕士学位，教授级高级工程师。曾任国家电网有限公司董事长。

## 简历
2005年8月，任中国华电集团公司副总经理；
2016年11月，任国家电网公司党组专职副书记、副总经理；
2018年12月，任国家电网有限公司总经理、党组副书记、董事。
2021年1月至2024年3月，任国家电网有限公司董事长、党组书记。